# „K” jelzésű buszok (Tatabánya)
1986 és 1989 között több „K” jelzésű autóbusz közlekedett Tatabányán a Vértes Volán üzemeltetésében. A járatok esetenként, egyes kiemelt sportrendezvényekkor és színházi előadásokkor közlekedtek. A bérletek nem voltak érvényesek, csak a járművön megváltott jeggyel lehetett igénybe venni.

## Története
A járatokat az 1986-os „nagy menetrendi átszervezés” során alakították ki, az 1986. június 1-től 1989. május 27-ig az 1-es, 4-es, 10-es és 20-as vonalak betétjárataként közlekedő járatok csak kiemelt sportesemények és színházi előadások során közlekedtek. Menetrenden kívül jártak, elsősorban a rendezvények végén az utasok elszállításáról gondoskodtak, de voltak ellenkező irányú járatok is. Később a kihasználatlanság miatt szüntették meg őket.

## Útvonala
Az egyes járatok az alapjáratok útvonalán közlekedtek. A konkrét útvonalak a következők voltak (korabeli utcanevekkel):

### 1K
| Újváros autóbusz-állomás → Sportpálya | Sportpálya → Újváros autóbusz-állomás |
| --- | --- |
| Újváros autóbusz-állomás – Győri út – Erdész utca – Réti utca – Dózsa György út – Bajcsy Zsilinszky utca – Kossuth Lajos utca – Árpád utca – Károlyi Mihály utca – Ságvári Endre út – Sportpálya                                     | Sportpálya – Ságvári Endre út – Károlyi Mihály utca – Árpád utca – Kossuth Lajos utca – Bajcsy Zsilinszky utca – Dózsa György út – Réti utca – Erdész utca – Győri út – Újváros autóbusz-állomás                                     |
| Újváros autóbusz-állomás → Népház | Népház → Újváros autóbusz-állomás |
| Újváros autóbusz-állomás – Győri út – Erdész utca – Réti utca – Dózsa György út – Bajcsy Zsilinszky utca – Kossuth Lajos utca – Árpád utca – Károlyi Mihály utca – Ságvári Endre út – Tóth Bucsoki utca – Jászai Mari Színház–Népház | Jászai Mari Színház–Népház – Tóth Bucsoki utca – Ságvári Endre út – Károlyi Mihály utca – Árpád utca – Kossuth Lajos utca – Bajcsy Zsilinszky utca – Dózsa György út – Réti utca – Erdész utca – Győri út – Újváros autóbusz-állomás |

### 4K
| Kertváros végállomás → Sportpálya | Sportpálya → Kertváros végállomás |
| --- | --- |
| Kertváros végállomás – Néphadsereg utca – Élmunkás utca – Kertváros lakótelep forduló – Élmunkás utca – Néphadsereg utca – Dankó utca – Kossuth Lajos utca – Árpád utca – Károlyi Mihály utca – Ságvári Endre út – Sportpálya                                     | Sportpálya – Ságvári Endre út – Károlyi Mihály utca – Árpád utca – Kossuth Lajos utca – Dankó utca – Néphadsereg utca – Élmunkás utca – Kertváros lakótelep forduló – Élmunkás utca – Néphadsereg utca – Kertváros végállomás                                     |
| Kertváros végállomás → Népház | Népház → Kertváros végállomás |
| Kertváros végállomás – Néphadsereg utca – Élmunkás utca – Kertváros lakótelep forduló – Élmunkás utca – Néphadsereg utca – Dankó utca – Kossuth Lajos utca – Árpád utca – Károlyi Mihály utca – Ságvári Endre út – Tóth Bucsoki utca – Jászai Mari Színház–Népház | Jászai Mari Színház–Népház – Tóth Bucsoki utca – Ságvári Endre út – Károlyi Mihály utca – Árpád utca – Kossuth Lajos utca – Dankó utca – Néphadsereg utca – Élmunkás utca – Kertváros lakótelep forduló – Élmunkás utca – Néphadsereg utca – Kertváros végállomás |

### 10K
| Újváros autóbusz-állomás → Sportpálya | Sportpálya → Újváros autóbusz-állomás |
| --- | --- |
| Újváros autóbusz-állomás – Győri út – Népköztársaság útja – Összekötő út – Ságvári Endre út – Sportpálya                                     | Sportpálya – Ságvári Endre út – Összekötő út – Népköztársaság útja – Felszabadulás tér – Győri út – Újváros autóbusz-állomás                                     |
| Újváros autóbusz-állomás → Népház | Népház → Újváros autóbusz-állomás |
| Újváros autóbusz-állomás – Győri út – Népköztársaság útja – Összekötő út – Ságvári Endre út – Tóth Bucsoki utca – Jászai Mari Színház–Népház | Jászai Mari Színház–Népház – Tóth Bucsoki utca – Ságvári Endre út – Összekötő út – Népköztársaság útja – Felszabadulás tér – Győri út – Újváros autóbusz-állomás |

### 20K
| Újváros autóbusz-állomás → Sportpálya | Sportpálya → Újváros autóbusz-állomás |
| --- | --- |
| Újváros autóbusz-állomás – Komáromi utca – Felszabadulás tér – Mártírok útja – Táncsics Mihály utca – Vértanúk tere – Tóth Bucsoki utca – Ságvári Endre út – Sportpálya | Sportpálya – Ságvári Endre út – Tóth Bucsoki utca – Vértanúk tere – Táncsics Mihály utca – Mártírok útja – Felszabadulás tér – Komáromi utca – Újváros autóbusz-állomás |
| Újváros autóbusz-állomás → Népház | Népház → Újváros autóbusz-állomás |
| Újváros autóbusz-állomás – Komáromi utca – Felszabadulás tér – Mártírok útja – Táncsics Mihály utca – Vértanúk tere – Tóth Bucsoki utca – Jászai Mari Színház–Népház    | Jászai Mari Színház–Népház – Tóth Bucsoki utca – Vértanúk tere – Táncsics Mihály utca – Mártírok útja – Felszabadulás tér – Komáromi utca – Újváros autóbusz-állomás    |

## Megállóhelyei
A járatok az alapjáratok minden megállóját érintették, amennyiben voltak le- illetve felszállók. A konkrét megállók a következők voltak (korabeli elnevezésikkel):

### 1K
| Újváros autóbusz-állomás → Sportpálya | Sportpálya → Újváros autóbusz-állomás |
| --- | --- |
| - Újváros autóbusz-állomás - Gerecse szálló - Tatabánya-alsó vasútállomás - MEZŐKER - KOMBER - Keverőüzem - Réti utca - Madách utca - Bajcsy-Zsilinszky utca - Kirendeltség - Rozmaring vendéglő - Vágóhíd - Eötvös utca - Ságvári iskola - Sportpálya | - Sportpálya - Ságvári iskola - Károlyi Mihály út - Eötvös utca - Vágóhíd - Rozmaring vendéglő - Kirendeltség - Bajcsy-Zsilinszky utca - Madách utca - Réti utca - Keverőüzem - KOMBER - MEZŐKER - Tatabánya-alsó vasútállomás - Gerecse szálló - Újváros autóbusz-állomás |

| Újváros autóbusz-állomás → Sportpálya | Sportpálya → Újváros autóbusz-állomás |
| --- | --- |
| - Újváros autóbusz-állomás - Gerecse szálló - Tatabánya-alsó vasútállomás - MEZŐKER - KOMBER - Keverőüzem - Réti utca - Madách utca - Bajcsy-Zsilinszky utca - Kirendeltség - Rozmaring vendéglő - Vágóhíd - Eötvös utca - Ságvári iskola - Sportpálya - Népház | - Népház - Sportpálya - Ságvári iskola - Károlyi Mihály út - Eötvös utca - Vágóhíd - Rozmaring vendéglő - Kirendeltség - Bajcsy-Zsilinszky utca - Madách utca - Réti utca - Keverőüzem - KOMBER - MEZŐKER - Tatabánya-alsó vasútállomás - Gerecse szálló - Újváros autóbusz-állomás |

### 4K
| Újváros autóbusz-állomás → Sportpálya | Sportpálya → Újváros autóbusz-állomás |
| --- | --- |
| - Kertváros végállomás - Zalka Máté utca - Kertváros iskola - Kertváros, 12. sz. ABC - Groznij-lakótelep forduló - Groznij-lakótelep ABC - Élmunkás utca - Kertváros alsó - Kertvárosi elágazás - Puskin Művelődési Ház - Kirendeltség - Rozmaring vendéglő - Vágóhíd - Eötvös utca - Ságvári iskola - Sportpálya | - Sportpálya - Ságvári iskola - Károlyi Mihály út - Eötvös utca - Vágóhíd - Rozmaring vendéglő - Kirendeltség - Puskin Művelődési Ház - Kertvárosi elágazás - Kertváros alsó - Élmunkás utca - Groznij-lakótelep ABC - Groznij-lakótelep forduló - Kertváros, 12. sz. ABC - Kertváros iskola - Zalka Máté utca - Kertváros végállomás |

| Újváros autóbusz-állomás → Sportpálya | Sportpálya → Újváros autóbusz-állomás |
| --- | --- |
| - Kertváros végállomás - Zalka Máté utca - Kertváros iskola - Kertváros, 12. sz. ABC - Groznij-lakótelep forduló - Groznij-lakótelep ABC - Élmunkás utca - Kertváros alsó - Kertvárosi elágazás - Puskin Művelődési Ház - Kirendeltség - Rozmaring vendéglő - Vágóhíd - Eötvös utca - Ságvári iskola - Sportpálya - Népház | - Népház - Sportpálya - Ságvári iskola - Károlyi Mihály út - Eötvös utca - Vágóhíd - Rozmaring vendéglő - Kirendeltség - Puskin Művelődési Ház - Kertvárosi elágazás - Kertváros alsó - Élmunkás utca - Groznij-lakótelep ABC - Groznij-lakótelep forduló - Kertváros, 12. sz. ABC - Kertváros iskola - Zalka Máté utca - Kertváros végállomás |

### 10K
| Újváros autóbusz-állomás → Sportpálya | Sportpálya → Újváros autóbusz-állomás |
| --- | --- |
| - Újváros autóbusz-állomás - Gerecse szálló - Tatabánya-alsó vasútállomás - Közművelődés Háza - Népköztársaság útja - V. sz. iskola - Sárberek bejárati út - Ságvári iskola - Sportpálya | - Sportpálya - Ságvári iskola - Sárberek bejárati út - V. sz. iskola - Népköztársaság útja - Közművelődés Háza - Tatabánya-alsó vasútállomás - Gerecse szálló - Újváros autóbusz-állomás |

| Újváros autóbusz-állomás → Sportpálya | Sportpálya → Újváros autóbusz-állomás |
| --- | --- |
| - Újváros autóbusz-állomás - Gerecse szálló - Tatabánya-alsó vasútállomás - Közművelődés Háza - Népköztársaság útja - V. sz. iskola - Sárberek bejárati út - Ságvári iskola - Sportpálya - Népház | - Népház - Sportpálya - Ságvári iskola - Sárberek bejárati út - V. sz. iskola - Népköztársaság útja - Közművelődés Háza - Tatabánya-alsó vasútállomás - Gerecse szálló - Újváros autóbusz-állomás |

### 20K
| Újváros autóbusz-állomás → Sportpálya | Sportpálya → Újváros autóbusz-állomás |
| --- | --- |
| - Újváros autóbusz-állomás - Hétvezér étterem - OFOTÉRT - Centrum Áruház - Mártírok útja - Ifjúmunkás út - Hármashíd - Szénbányák vállalat - Népház - Sportpálya | - Sportpálya - Népház - Szénbányák vállalat - Hármashíd - Ifjúmunkás út - Mártírok útja - Centrum Áruház - OFOTÉRT - Hétvezér étterem - Újváros autóbusz-állomás |

| Újváros autóbusz-állomás → Sportpálya | Sportpálya → Újváros autóbusz-állomás |
| --- | --- |
| - Újváros autóbusz-állomás - Hétvezér étterem - OFOTÉRT - Centrum Áruház - Mártírok útja - Ifjúmunkás út - Hármashíd - Szénbányák vállalat - Népház | - Népház - Szénbányák vállalat - Hármashíd - Ifjúmunkás út - Mártírok útja - Centrum Áruház - OFOTÉRT - Hétvezér étterem - Újváros autóbusz-állomás |

## Külső hivatkozások
- A Vértes Volán Zrt. honlapja